# Andrzej Bajołek
Andrzej Feliks Bajołek (ur. 20 listopada 1945 w Krakowie, zm. 5 stycznia 2016 w Miechowie) – polski polityk, górnik, poseł na Sejm X, I i II kadencji.

## Życiorys
Ukończył w 1964 Technikum Górnicze w Krakowie. Od połowy lat 69. pracował w Kopalni Węgla Kamiennego Janina w Libiążu. W latach 70. rozpoczął prowadzenie indywidualnego gospodarstwa rolnego w Prandocinie. Wchodził w skład rady nadzorczej Krakowskiej Spółdzielni Ogrodniczo-Pszczelarskiej.
W 1978 wstąpił do Zjednoczonego Stronnictwa Ludowego. Był radnym miejskiej i gminnej rady narodowej w Słomnikach. W latach 1989–1997 sprawował mandat posła – X kadencji wybranego z listy ZSL w okręgu Kraków-Śródmieście, następnie I i II kadencji z listy Polskiego Stronnictwa Ludowego (którego został następnie działaczem) w okręgach krakowskich: nr 33 i nr 21.
W latach 2001–2006 sprawował mandat radnego sejmiku małopolskiego (nie uzyskał następnie reelekcji). Bez powodzenia kandydował z ramienia PSL do Sejmu i do Senatu w wyborach, po raz ostatni w 2007.

## Odznaczenia
- Srebrny Krzyż Zasługi (1987)
- Medal 40-lecia Polski Ludowej